# رباعي يوديد تيلوريوم
 رباعي يوديد تيلوريوم  (بالإنجليزية: Tellurium tetraiodide)‏ مركب كيميائي له الصيغة TeI4 ، ويكون على شكل بلورات سوداء .